# Per Raattamaa
Per Johansson Raattamaa (meänkieli: Pekka (ibland Pietari) Raattamaa), född 2 juni 1804 i Enontekis församling, Västerbottens län, död 6 juli 1888 i Karesuando församling, Norrbottens län, var en læstadiansk lekmannapredikant.
På Læstadius' uppdrag begav sig Raattamaa 1848 som nykterhetsmissionär till Tärendö, men hans predikningar togs inte väl emot och Raattamaa med följeslagare tvingades fly. Han var också inblandad i anläggandet av Kummavuopio och han övertog så småningom Læstadius' fiskepörte i Keinovuopio.
Per Raattamaa var bror till predikanten  Johan Raattamaa, som var Lars Levi Læstadius' efterträdare som ledare för väckelserörelsen.